# Bernardos
Bernardos es un municipio y villa española de la provincia de Segovia, en la comunidad autónoma de Castilla y León. Asimismo forma parte de la Comunidad de ciudad y tierra de Segovia, siendo la cabeza del Sexmo de Santa Eulalia. En la zona norte del término municipal abundan los pinares, que permanecen desde hace siglos, aunque muchos sustituyeron a las encinas, pinos negrales y albares, que ocupaban buena parte de la superficie del término.

## Geografía

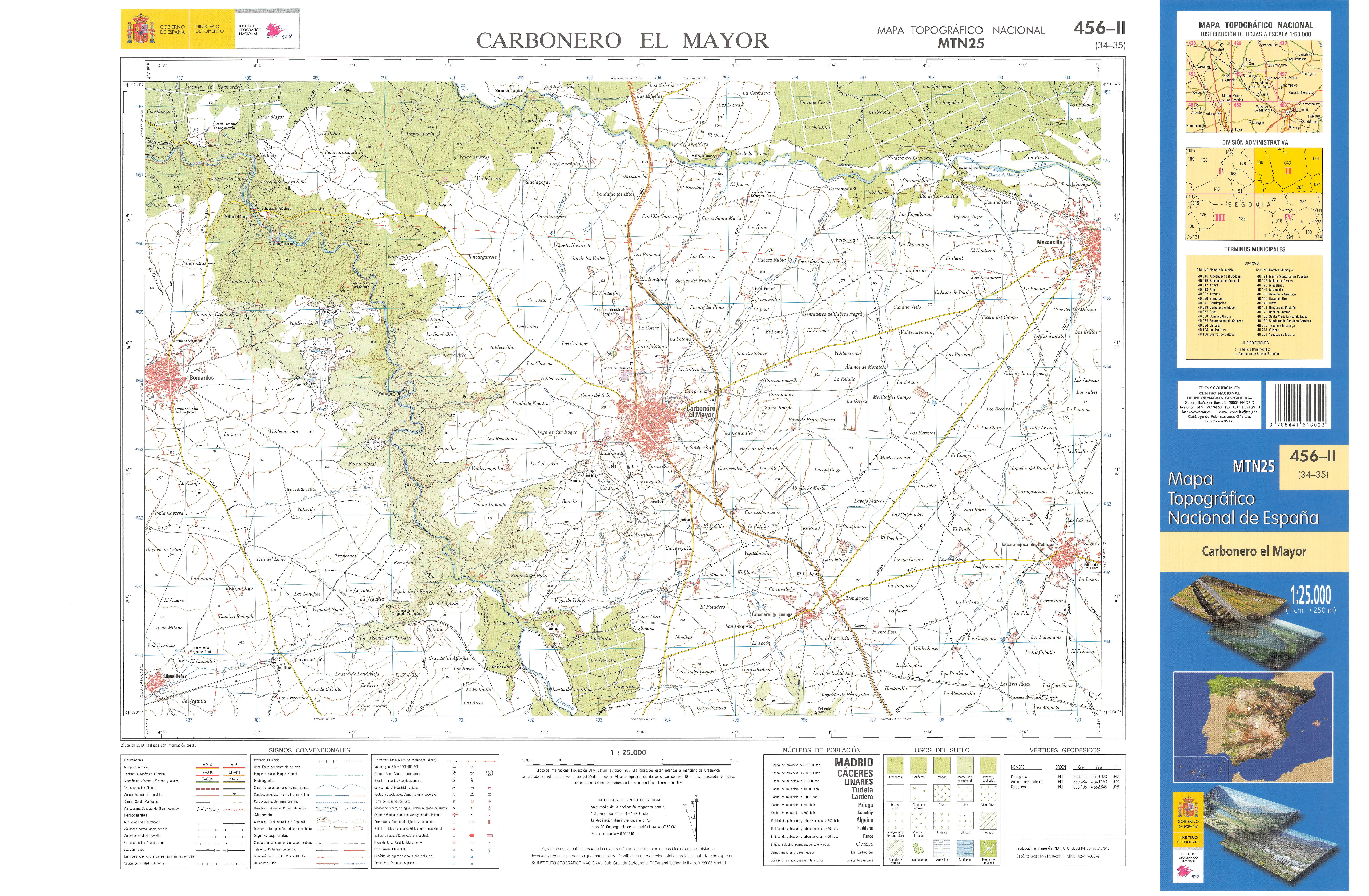
Fragmento de la hoja 456 del Mapa Topográfico Nacional de España de 2010 en el que se representa parte de Bernardos

Dista 39 km de Segovia, la capital provincial, en el territorio de la Campiña Segoviana, y 130 km de Madrid. Pertenece al partido judicial de Santa María la Real de Nieva. El río Eresma, al que sus vecinos han vivido siempre muy ligados, crea linde con el vecino pueblo de Carbonero el Mayor por el nordeste del municipio, en forma de una profunda garganta. El límite septentrional se halla en los pinares que lindan con Navas de Oro, mientras que la frontera occidental con Migueláñez queda muy próxima al núcleo urbano, a escasos metros de las últimas calles. Finalmente, el límite meridional con Armuña se halla cerca de la Vía verde del Valle del Eresma y del área donde se encontraba el apeadero que compartían ambas poblaciones.
| Noroeste: Navas de Oro                             | Norte: Carbonero el Mayor | Noreste: Carbonero el Mayor          |
| Oeste: Migueláñez                                  |                           | Este: Carbonero el Mayor             |
| Suroeste Migueláñez y Santa María la Real de Nieva | Sur: Armuña               | Sureste: Armuña y Carbonero el Mayor |

## Historia
Es conocido que en el denominado Cerro del Castillo de Bernardos existió en plena Edad del Hierro un poblado bien fortificado, posteriormente romanizado y que se mantuvo habitado hasta época visigoda.
Bernardos aparece citado por primera vez con el nombre de Bernaldos en 1204. Aunque existió un pequeño poblado cerca de Coca con el mismo nombre de Bernardos, parece que éste procede de algún poblador que llegó aquí en el siglo XII (Bernaldos).
El municipio compró al Cabildo de la Catedral en 1452 (o 1454, según la fuente) el término de Constanzana, situado a unos tres kilómetros en dirección a Navas de Oro (hoy se halla una casa rural en tal paraje), pagando «13.000 reales y doce pares de gallinas».
El 6 de agosto de 1519, Juan Bravo se casó en segundas nupcias en el pueblo con María Coronel, hija de Abraham Seneor, regidor de Segovia y rico converso. El motivo para elegir Bernardos es que la familia de la novia tenía un gran patrimonio en la comarca. Con motivo de su quinto centenario, este evento se recreó por primera vez el 3 de agosto de 2019.
En 1526, Bernardos compró losfetosines de Catalina de Soler y sus tres hijos. Esta institución agraria y social sigue vigente hoy en día en el pueblo. En torno a 1560 comenzaron a explotarse sus canteras de pizarra, sus manantiales y sus molinos, que permanecieron en funcionamiento hasta el siglo XX, aunque la extracción pizarrera continúa en la actualidad.
Durante el siglo XVIII destacó por su producción textil, llegando a contarse casi un centenar de telares hacia 1790. Tuvieron un gran impulso durante el reinado de Carlos III.
Hacía 1803 tenía más de cuatrocientos vecinos, muchos de ellos labradores, aunque a mediados del siglo XIX la mayor parte de los naturales de la villa se dedicaban a la fabricación de paños y sayales de lana del país, en un núcleo protoindustrial textil de primer orden. Envió a 23 soldados a la guerra de África (1859-1860), de los que todos regresaron. Fruto de la riqueza de Bernardos en aquella época fue la construcción del imponente Ayuntamiento, que preside la Plaza Mayor desde el año 1878. Al año siguiente, le fue concedido el título de villa por el rey Alfonso XII, lo cual fue celebrado con un repique de campanas y un solemne Te Deum. En 1888 se instaló el alumbrado público de gas, con 16 faroles traídos desde Sevilla. El alumbrado eléctrico llegó en 1905, y en 1924 se encendió durante todo el año por primera vez. A finales de esa década, contaba con cuatro casinos, un salón teatro y varias sociedades de recreo.
Durante la guerra civil española, Bernardos quedó en la zona sublevada y numerosos vecinos fueron asesinados o encarcelados por sus ideas y/o su pertenencia al último ayuntamiento frentepopulista. A la llegada de la Guardia Civil con los falangistas, 16 hombres fueron condenados a muerte, entre ellos el alcalde Clemente Casas Postigo, por considerarlos jefes de la rebelión, 14 de ellos fueron fusilados el 7 de mayo de 1937 en Segovia, a los otros dos les fue conmutada la pena capital, el resto de hombres procesados fueron condenados a 30 años. En un primer momento, la maestra Francisca de Frutos fue apartada de su cargo por las autoridades franquistas, pero recuperó su puesto en 1942.
A la altura de 1948 contaba con cerca de una veintena de líneas telefónicas, cifra elevada para la época, teniendo en cuenta que rondaba los 1700 habitantes. Se lograron avances como la instalación del alcantarillado municipal en 1957. Cinco años después, ardió una importante fábrica de mantas y paños a consecuencia de un cortocircuito en un incendio de grandes dimensiones que marcó el inicio del fin definitivo de la industria textil del pueblo, quedando de ese modo la explotación de la pizarra como actividad económica predominante.
Ya tras la restauración de la democracia, se construyeron las piscinas municipales, así como un nuevo cuartel de la Guardia Civil. En los últimos años ha crecido el número de segundas residencias en el municipio y se han abierto algunas casas rurales. Desde la mitad del franquismo hasta hoy, el pueblo no se ha librado del fenómeno de la despoblación que afecta a muchas comarcas del interior de España. El éxodo rural ha continuado sin cesar, lo que ha reducido y envejecido de forma seria la población residente en Bernardos.

## Demografía
Cuenta con una población de 463 habitantes (INE 2024).
| Gráfica de evolución demográfica de Bernardos entre 1842 y 2021                                                     |
| |
| Población de derecho según los censos de población del INE Población de hecho según los censos de población del INE |

Evolución de la población
Más allá del declive poblacional de las últimas décadas, la evolución demográfica durante la Edad Moderna y los inicios de la Edad Contemporánea fue ascendente, pasando de 1000 habitantes en 1768 a 1490 en el año 1787, es decir, un incremento del 50 % en algo menos de dos décadas. A mediados de la centuria posterior se sobrepasaron los 1800 habitantes, cifra en la que se estabilizó la población hasta ir reduciéndose a mitad del siglo XX.

### Economía
La extracción de pizarra, que comenzó en 1559, es su principal recurso. Este mineral ha permitido que su nombre vaya asociado a las diversas empresas pizarreras que extraen de sus canteras este atractivo elemento de construcción y ornamentación. El primer edificio real en el que se empleó este material fue el antiguo Palacio de Valsaín, derruido en la actualidad. Hoy en día entre los monumentos españoles que lucen pizarra de Bernardos destacan ejemplo el Monasterio de El Escorial, la Biblioteca Nacional de España o el Alcázar de Segovia, además de exportarla a diversos países de todo el mundo. Se trata de una pizarra que conforma las Capas de Santa María, pertenecientes al Complejo Esquisto-Grauváquico, de gran antigüedad. Permite elaborar placas más duras (4–5 mm de grosor) y son más claras y veteadas. Lleva asimismo el nombre del pueblo la Cuarcita de Bernardos, que en realidad se extrae en Domingo García.
Situado en los límites de la zona mudéjar de la provincia, en otros tiempos, Bernardos fue un pueblo con cierto grado de industrialización, líder a nivel provincial, con hasta cuatro molinos harineros, fábrica de paños y varios comercios. De estos últimos aún perviven algunos, así como una pequeña fábrica de morcillas y otra de envasado de frutos secos.[cita requerida]

### Comunicaciones

#### Carreteras
Dos vías de la red provincial dan acceso a Bernardos. Ambas se cruzan en la Plaza Mayor del pueblo:
- SG-V-3311: lleva al pueblo desde Armuña y Añe y enlaza con la CL-605, vía de la Red de Carreteras de Castilla y León que une Segovia y Zamora, cerca de Garcillán. Coincide con la calle Doctor Cubero.
- SG-V-3411: une Bernardos con Migueláñez, Ortigosa de Pestaño y Santa María la Real de Nieva (y la CL-605), en un sentido; y con Carbonero el Mayor (A-601, Autovía Segovia-Valladolid), por otro. Cruza el pueblo en forma de travesía a través de las calles Mayor y Abajo.

#### Transporte público
Bernardos tiene servicios de autobús que lo unen con Madrid (empresa Avanzabus) y Segovia y otros pueblos de la provincia (Linecar). Carece de estación de autobuses, por lo que éstos realizan su parada en la plaza Mayor.
En el pasado compartió con el pueblo vecino un apeadero ferroviario llamado "Armuña-Bernardos", situado a unos cuatro kilómetros del pueblo y perteneciente a la desmantelada línea Segovia-Medina del Campo (tramo a su vez de la línea más amplia que unía Villalba y Medina del Campo y que enlazaba con Madrid). La línea fue gestionada por la Compañía de Caminos de Hierro del Norte hasta 1941 y por Renfe desde entonces. Existió un proyecto para crear un ramal que uniera dicho trazado con las canteras de pizarra del pueblo, pero nunca se materializó. Por el mencionado apeadero circulaban trenes de pasajeros y mercancías entre el centro y el norte de la península ibérica. La estación, derruida y sustituida por una modesta caseta con la línea aún en servicio, dejó de prestar servicio de viajeros en 1993, aunque la línea pervivió hasta 1996. Hoy forma parte de la Vía Verde del Valle del Eresma, acondicionada entre Segovia y Olmedo.

## Símbolos
En el escudo de Bernardos destacan tres elementos principales: el Castillo, referencia directa a la muralla tardorromana de tal nombre, y las carboneras por un lado, y una hilandera, vinculada con la tradición textil del municipio, por otro.[cita requerida]

## Administración y política

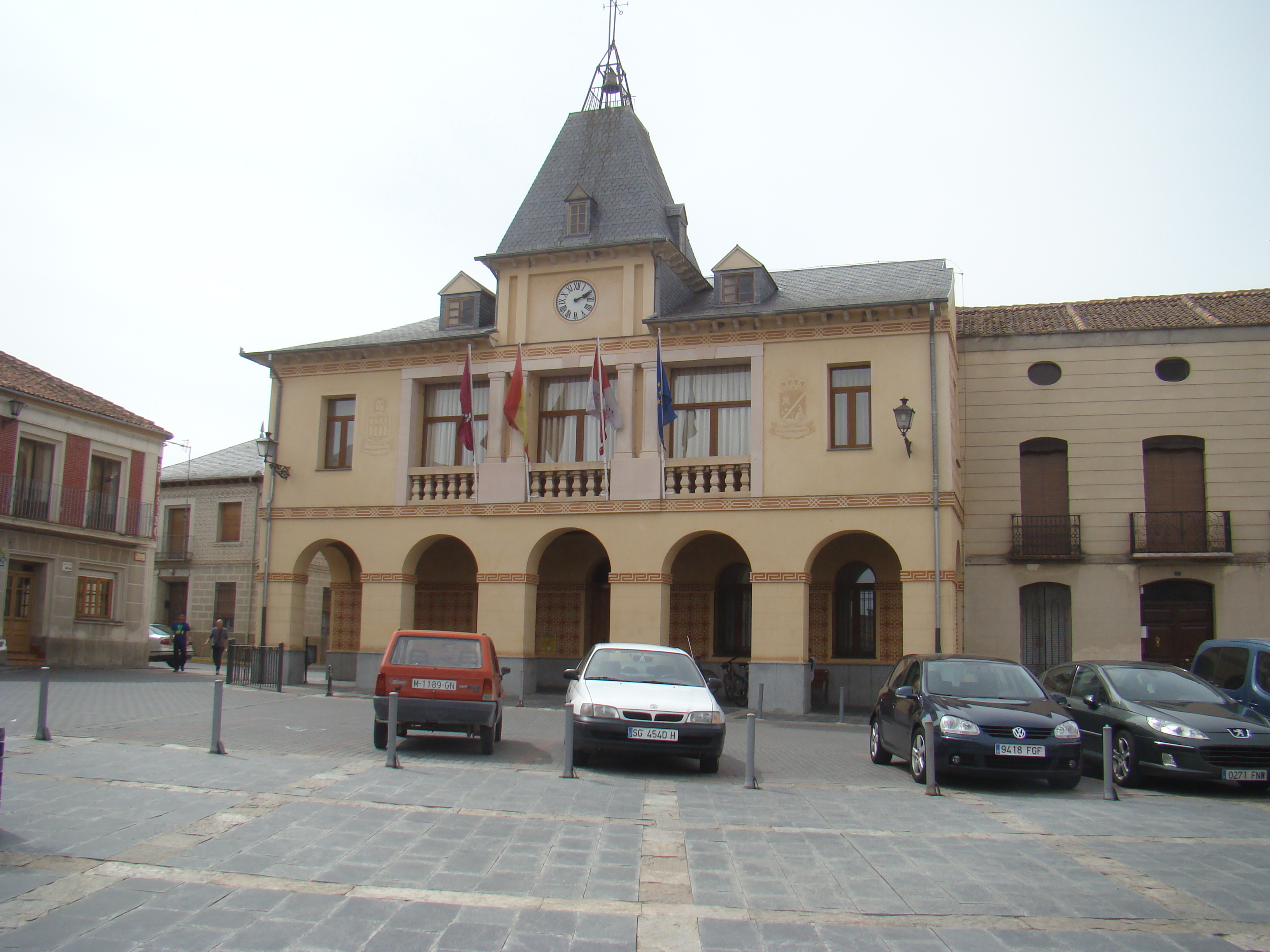
Casa consistorial

Con la excepción de las primeras elecciones tras la restauración de la democracia, de las que salió un alcalde de Unión de Centro Democrático, el resto de alcaldes y alcaldesas que ha tenido Bernardos se han presentado bajo las siglas del Partido Socialista.
| Periodo   | Nombre                    | Partido |
| --------- | ------------------------- | ------- |
| 1979-1983 | Florentino Ramos Gozalo   | UCD     |
| 1983-1987 | Daniel Postigo Higuera    | PSOE    |
| 1987-1991 | Daniel Postigo Higuera    | PSOE    |
| 1991-1995 | Daniel Postigo Higuera    | PSOE    |
| 1995-1999 | Daniel Postigo Higuera    | PSOE    |
| 1999-2003 | María Azucena Yagüe Moral | PSOE    |
| 2003-2007 | María Azucena Yagüe Moral | PSOE    |
| 2007-2011 | Jesús Pastor García       | PSOE    |
| 2011-2015 | Jesús Pastor García       | PSOE    |
| 2015-2019 | José Luis Díez Illera     | PSOE    |
| 2019-2023 | José Luis Díez Illera     | PSOE    |
| 2023-act. | José Luis Díez Illera     | PSOE    |

## Cultura

### Patrimonio

#### Monumentos situados en Bernardos
Iglesia Parroquial de San Pedro Apóstol

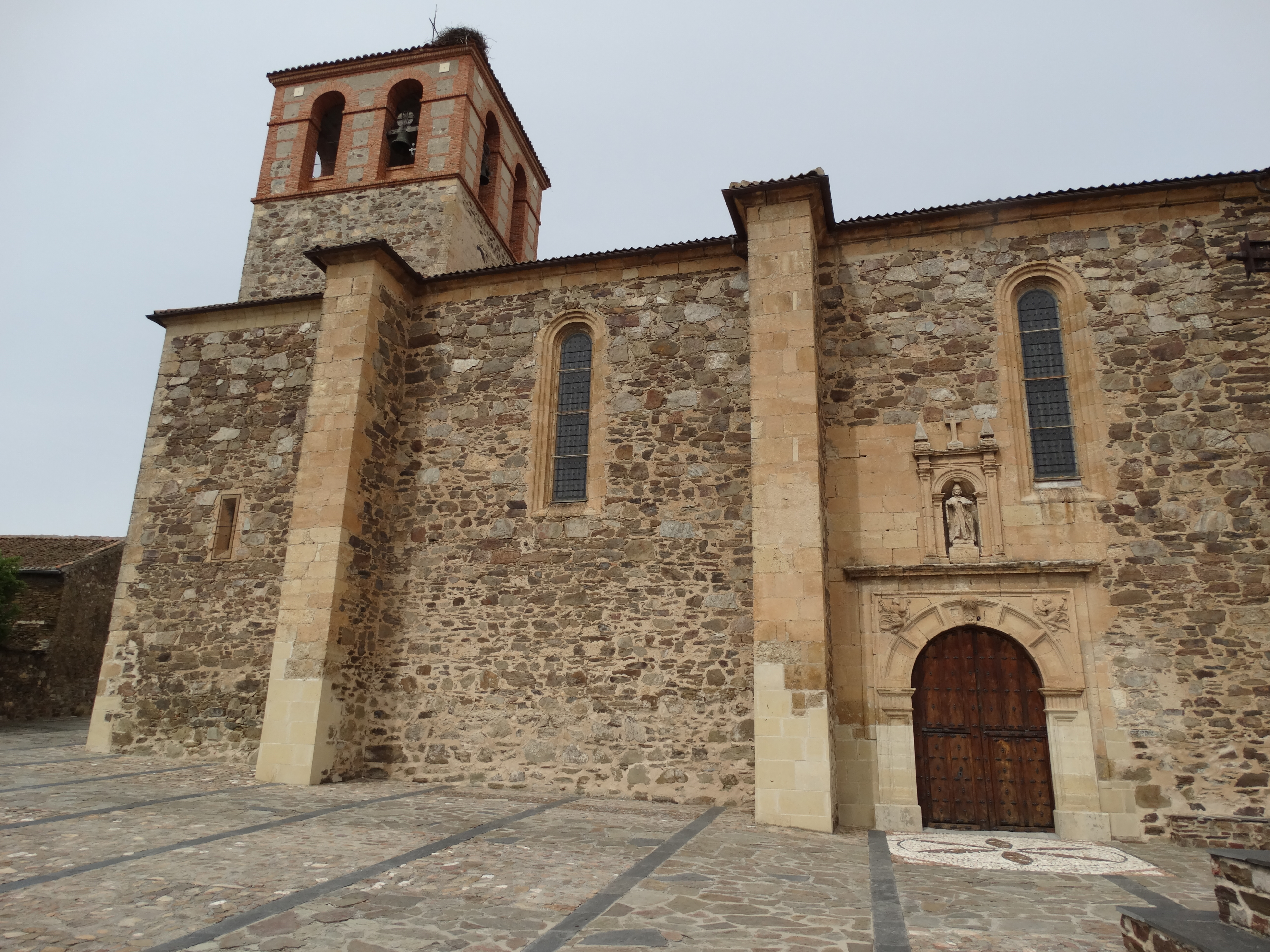
Iglesia de San Pedro Apóstol

Se construyó en el punto más alto del pueblo. Es de origen románico (siglos XII y XIII), aunque se reedificó en el siglo XVI en estilo gótico tardío, como se puede apreciar por sus bóvedas de crucería. En su interior se conserva una escultura de la Virgen del Castillo de época románica; el retablo mayor ejecutado en 1638 por Martín de Mendizábal y Andrés Alonso, y dorado en 1705 por José Bermejo y Felipe de Diego; los retablos laterales, también barrocos, de Nuestra Señora del Rosario y Cristo Crucificado; y una custodia de sol realizada por un platero de Aranda de Duero en el siglo XVIII. A mediados del siglo XX un rayo causó la destrucción del campanario de la iglesia, que fue reconstruido con ladrillo, tal y como puede verse actualmente.
Ermita de Santa Inés (41°06′45.5″N 4°19′28″O / 41.112639, -4.32444)
Está a 3 km al sureste de Bernardos, saliendo del pueblo por el barrio de Carbonero. Destaca su ábside semicircular con tres ventanales de ladrillo en muro de mampostería, materiales que aparecen en toda la construcción, además de restos de suelos de pizarra. El techo de la nave principal es de artesonado de madera donde puede verse la influencia mudéjar de este templo. El arco triunfal se halla tendido con ladrillo en su totalidad.
El pueblo de Valverde, hoy desaparecido, tenía esta ermita como parroquia.
Ermita de San Roque
Se encuentra en el extremo norte del pueblo, ya en dirección hacia Carbonero el Mayor. Fue completamente restaurada y en la actualidad es el Centro de Recepción de Visitantes de Bernardos. Funciona como centro de interpretación, sobre todo de la arqueología e historia de la zona, así como sala de exposiciones, especialmente durante los meses de verano.
Ermita del Humilladero

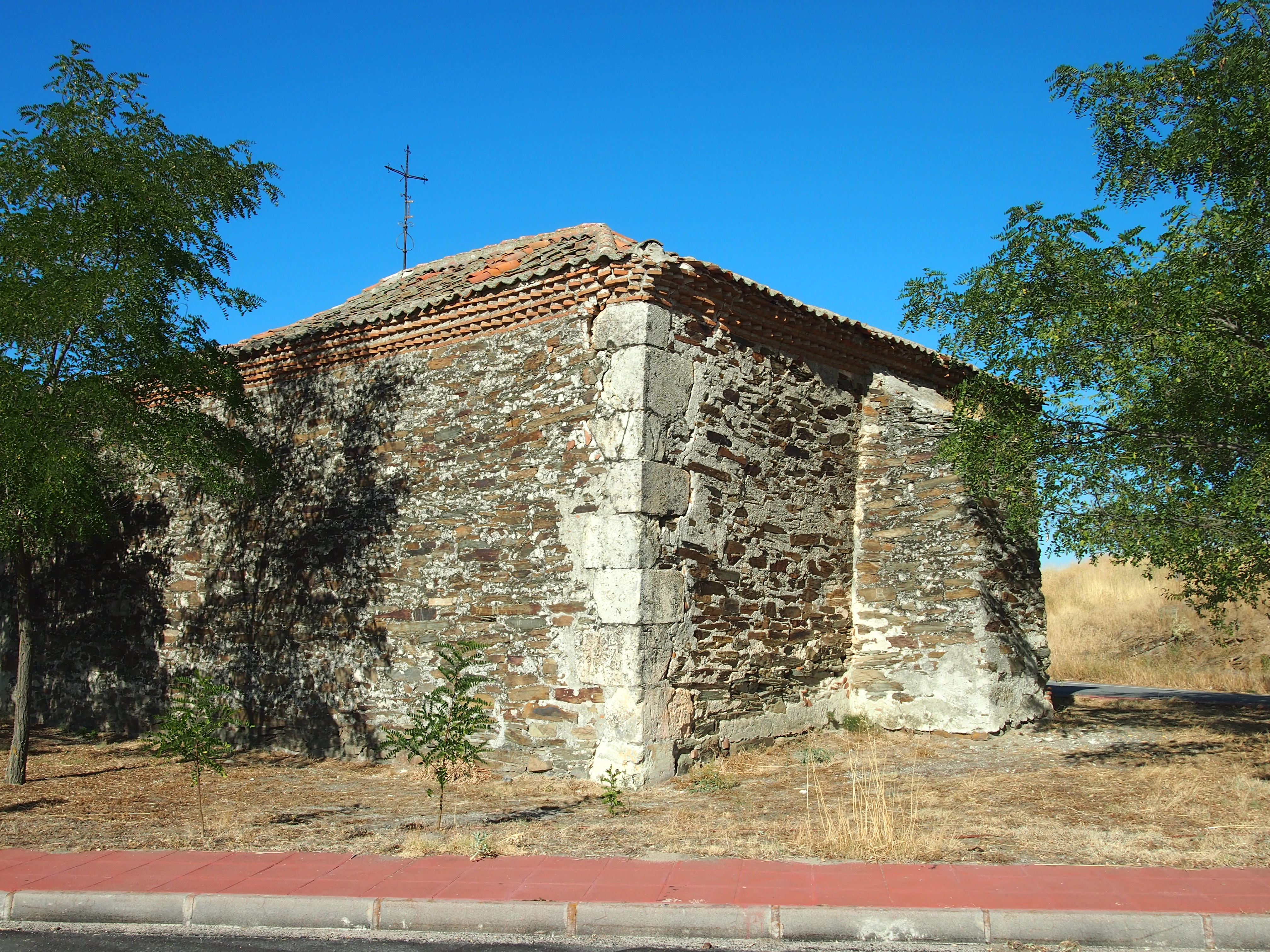
Vista trasera de la ermita del Humilladero

Se halla a la salida del pueblo, junto a la carretera en dirección a Armuña. Se trata de un edificio de planta rectangular construido en mampostería. Posee dos entradas de acceso situadas al este, y poniente, ambas de medio punto de sillares de piedra caliza. Su interior se encuentra semiabandonado.

#### Monumentos situados en el Cerro del Castillo
Muralla tardorromana y árabe

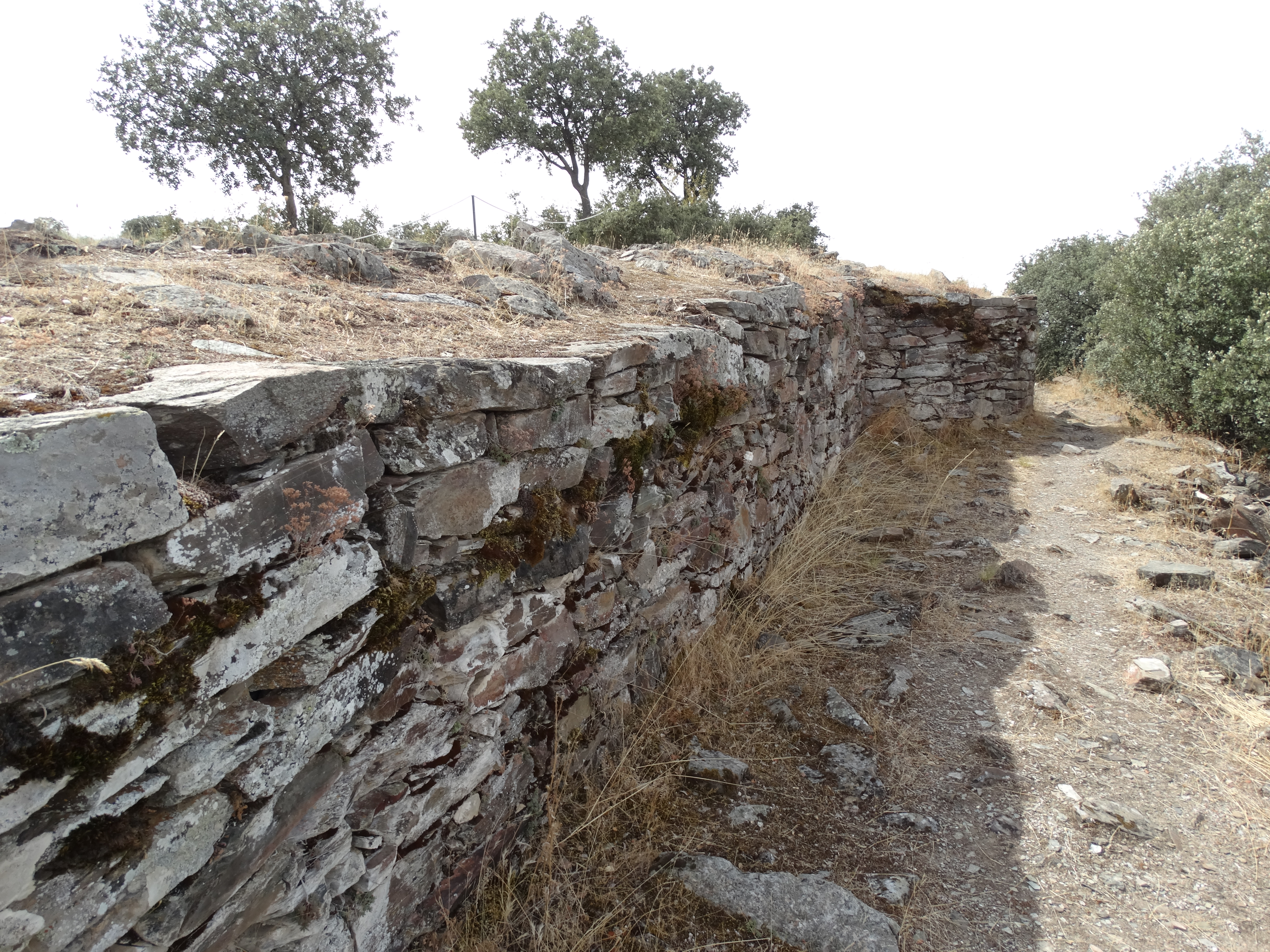
Muralla

El Cerro del Castillo se halla a unos tres kilómetros al este de Bernardos. Su ocupación humana data de finales del siglo IV o comienzos del V, cuando se abandonaron las villas romanas y su población se refugia en un recinto amurallado en sus vertientes norte, oeste y, parcialmente, sur, que ocupa algo más de 3 ha. Este asentamiento fue poblado, también, por los visigodos y ocupado, finalmente, por los árabes. Estos construyeron, dentro del recinto tardorromano y visigodo, una nueva muralla, bordeando la explanada del cerro y aprovecharon la puerta norte y 80 m de la muralla tardorromana y visigoda. Ambas murallas están construidas con lajas de pizarra, sin cimentación ni argamasa. Está declarado Bien de Interés Cultural con la categoría de yacimiento arqueológico.

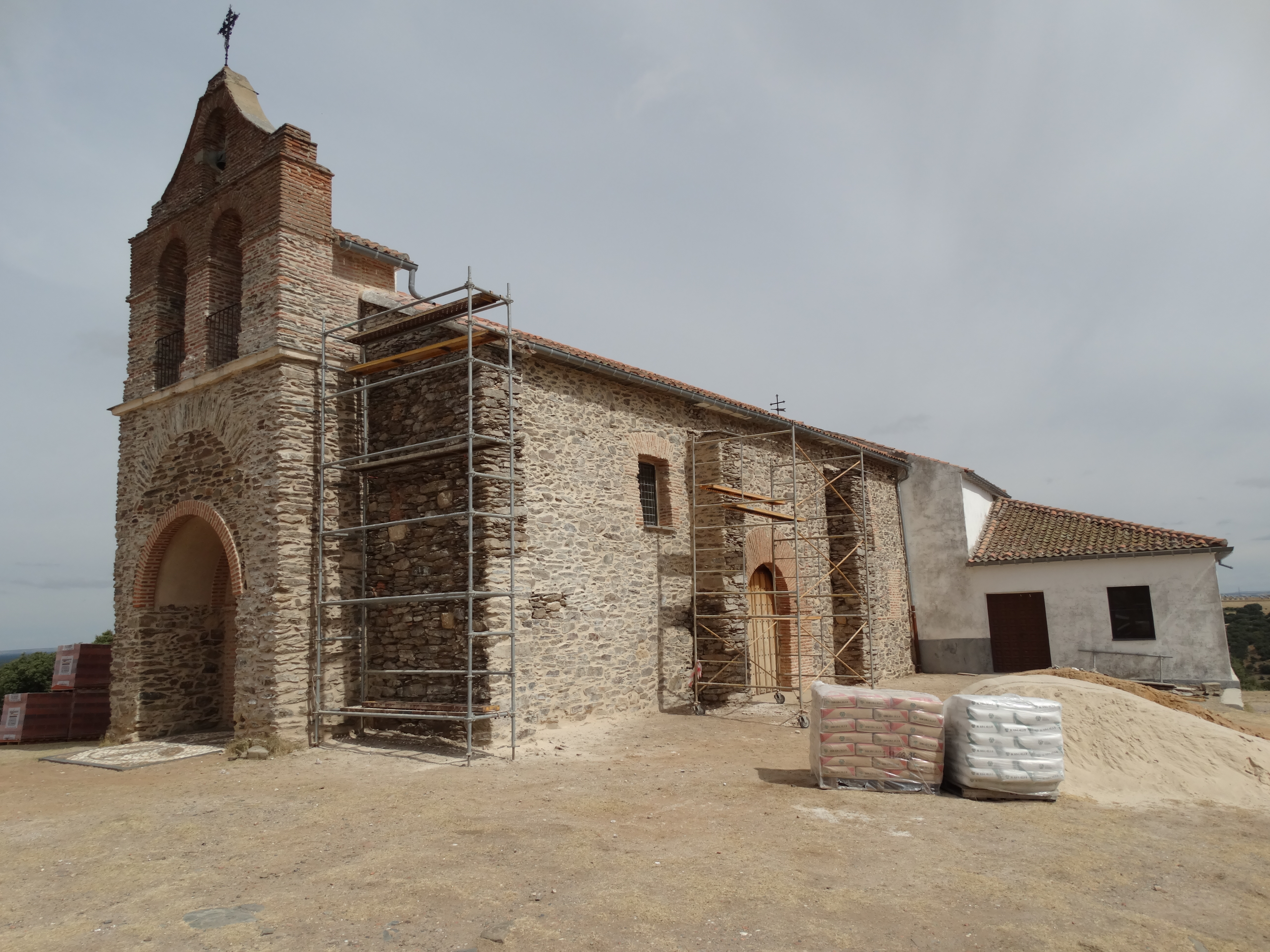
Ermita de Nuestra Señora del Castillo
La ermita está en el mismo Cerro donde se hallan los restos de la muralla. Se dice que fue construida en honor a la aparición de la Virgen a un pastor. Cada diez años se realiza la romería La Subida de la Virgen, en la que se lleva la talla de la Virgen desde la Iglesia del pueblo a la ermita y después se lleva de vuelta. Su nombre procede de que existió un castillo o fortaleza, destruido en tiempos de Almanzor y cuyos restos se van descubriendo gracias a campos de trabajo. De este pequeño templo se conserva la leyenda de la Virgen del Castillo según la cual en 1720, Simón Bufetra (o Bufeta), deDomingo García llegó impresionado a casa de su amo Juan de Bartolomé Barrios diciendo que cuando rezaba el rosario se le había aparecido por tres veces una señora junto a un resplandor. Aunque fue reprendido, no desveló el hecho. Cuando murió cinco años más tarde el día de la fiesta del Rosario, fue enterrado en la Iglesia de Bernardos. El 26 de noviembre de 1728 fue hallada la imagen de la Virgen y llevada a la iglesia parroquial, colocándose en el altar mayor. En 1732 se edificó la ermita, una vez difundido el hecho. La historia finaliza con que un día desapareció la imagen de la iglesia y se encontró misteriosamente en la ermita. Actualmente, existe una réplica en la ermita.
A instancias de Miguel Llorente se realizaron en la década de 1860 trabajos de mejora en la ermita, a la que se le añadió la espadaña que hoy luce. También se horadó la roca en el lado oeste para que fuese visible desde el propio municipio. A finales de los años 60 del siglo XX sufrió un hundimiento de tal calibre que se creó en Madrid la Comisión Pro-Reconstrucción de la Ermita del Castillo, a instancias de varios hijos del pueblo y encabezada por el propio Ayuntamiento con la cantidad de diez mil pesetas.
En la década de los 2000, y con vistas a la Subida de 2010, tuvieron lugar trabajos de restauración en la ermita, que le proporcionaron el aspecto que tiene en la actualidad. Fue repintada al completo y se dio primacía a la piedra vista en el exterior. En 2012, el obispado de Segovia la inmatriculó, registrándola como de su propiedad, sin avisar al Ayuntamiento. Dos años después, agotadas todas las vías amistosas, se inició el trámite de la cuestión por los tribunales, durante el cual apareció un documento de 1729 donde figuraba la construcción de la ermita por parte del Ayuntamiento. El título del documento que confirmaba la versión de los bernardinos es: Escritura otorgada ante Don Joseph de Rivera Ponce de Leon, escribano de Bernardos, á 2 de julio de 1729, en que consta el contrato celebrado entre los señores del Ayuntamiento y los maestros de albañilería, para hacer la ermita sobre el lugar ó sitio donde se apareció la gloriosísima imágen de NUESTRA SEÑORA DE LOS REMEDIOS, aparecida en el sitio que llaman EL CASTILLO, cerca de las REALES MINAS DE LAS CANTERAS. A pesar de ello, el obispado mantuvo el recurso. Finalmente, a principios de 2015 la Audiencia Provincial estableció que su titular de pleno dominio es el Ayuntamiento de Bernardos. Como consecuencia, Ayuntamiento y Obispado firmaron un Convenio sobre el uso de la ermita el 11 de mayo de 2017.
Ermita del Salvador
Se halla entre la actual ermita y el cauce del río Eresma. Actualmente sólo quedan ruinas, pero se puede deducir que se trataba de un edificio de planta rectangular y ábside recto, construida con mampostería de pizarra.

#### Otros yacimientos
Yacimiento de San Mamés
Hacia el noroeste del pueblo, recorriendo el camino de los Pesqueros se llega al yacimiento del cerro de San Mamés. Se trata de un lugar funerario con tumbas de dos tipos –sarcófagos de caliza y de lajas de pizarra- sin ajuar asociado. A consecuencia del aprovechamiento agrícola aparecieron hace algunos años los restos.
Yacimiento de la Cuesta del Padrastro
Cuenta con grabados rupestres al aire libre, junto al camino de acceso al Cerro del Castillo. Técnicamente están piqueteados a excepción de algunos grafitis medievales o modernos que aparecen incisos. Representan temas de caza y lucha.
Yacimiento del Cerro Monte del Tardón
Se encuentra situado entre la carretera de Bernardos y Carbonero el Mayor. Tiene composiciones con varios individuos que pueden fecharse desde la Edad del Hierro a la Edad Media. Las figuras humanas son cuadrangulares apareciendo solo de pie con espadas, arcos y puñales. Se repiten los temas de la Cuesta del Padrastro: caza y lucha.

### Parajes naturales

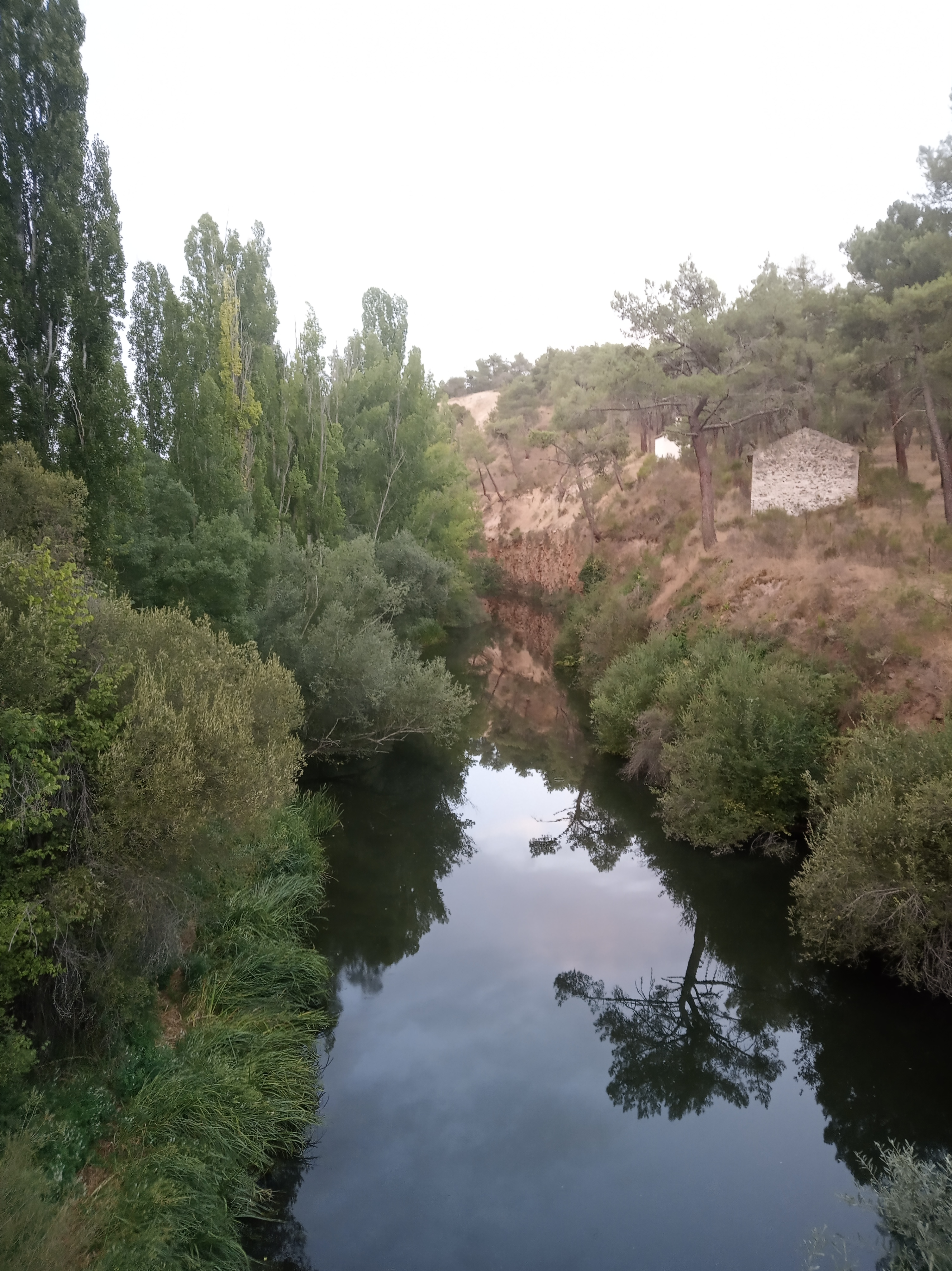
Río Eresma a su paso por Constanzana

En el entorno de Bernardos se puede disfrutar de los parajes naturales de Constanzana, Remondo y el Arco, ligados al río Eresma y rodeados de pinares. Junto a Constanzana está la zona conocida como El Sequero, donde hay instalaciones para juegos infantiles, así como varios merenderos.
A mediados del siglo XV funcionaban ya varios molinos y de algunos se conservan aún restos notables como del de Remondo. Poco queda del de Vargas y del de La Esperanza por debajo del puente de piedra. Por encima de dicho puente, junto al Desierto, quedan vestigios de una presa de gran importancia a juzgar por los arcos de los trampones que estaban formados por grandes piedras calizas de sillería, aunque hoy en día nadie sabe nada de ella.

### Educación y deportes
Bernardos cuenta con instalaciones del Colegio Rural Agrupado El Pizarral, cuya sede principal se encuentra en Santa María la Real de Nieva. Al edificio se lo conoce como «Las escuelas» y tiene una pista polideportiva propia. En el mismo edificio hay también una pequeña guardería. No debe confundirse con el antiguo Colegio Virgen del Castillo fundado en 1887 por Cándida María de Jesús, hoy en día casa particular y que funcionó como centro formativo hasta 1955 bajo la dirección de religiosas Hijas de Jesús.
Próximo a las escuelas existe un polideportivo, en el que se celebra desde 2005 el Maratón de Fútbol Sala de Bernardos, coincidiendo con la Semana Santa, que ha alcanzado un gran prestigio con el paso de los años. Durante el verano tiene lugar otro torneo de fútbol sala, también organizado por la Asociación Cultural Deportiva Virgen del Castillo, entre otras muchas actividades culturales y deportivas.
Asimismo, Bernardos tiene un campo de fútbol municipal, Los Cardos Arena, donde disputa sus partidos el equipo local, que milita actualmente en la Segunda Provincial.
Al igual que otros pueblos de la zona, Bernardos cuenta con piscinas municipales situadas junto al campo de fútbol, que permanecen abiertas durante los meses de verano.

### Urbanismo
La mayor parte de las calles del municipio presentan una trama irregular a excepción del barrio de las piscinas, las llamadas Casas Nuevas y un grupo de casas al sureste, zonas formadas por vías paralelas y perpendiculares. La Plaza Mayor tiene forma cuadrangular y cuenta con varias casas del siglo XIX, además del Ayuntamiento, también decimonónico.

### Fiestas
Cada año, casi siempre en mayo, se celebra la Romería de la Virgen del Castillo (Pascua de Pentecostés) en el Cerro del Castillo, en torno a la ermita. Asimismo, en agosto tienen lugar durante varios días las fiestas patronales en honor a San Pedro. Se organizan el último fin de semana del mes, siempre que el miércoles siguiente (conocido popularmente como el Día de la Abuela) aún pertenezca a agosto. Si ese día ya corresponde al mes de septiembre, las fiestas se adelantan una semana.
Por otro lado, destaca la Subida de la Virgen del Castillo. La primera de la que se tiene documentación completa tuvo lugar en 1814, como celebración del final de la guerra contra Napoleón. Se trata de la fiesta más importante de Bernardos y la que más gente atrae al municipio. El recorrido que realiza la patrona cuando regresa al pueblo tras estar durante tres días en la ermita se adorna con arcos de flores en su honor, cada uno de los cuales está asignado a distintos barrios bernardinos. No tenía una periodicidad fija, sino que dependían de situaciones calamitosas que atravesase la población. Desde 1940 se realiza cada 10 años en el mes de mayo, coincidiendo con los años que terminan en cero. No obstante, a causa de la pandemia del Coronavirus, la Subida del año 2020 fue pospuesta a 2021 en un primer momento y sine die unos meses más tarde. Finalmente se celebraron festejos relacionados con la Subida de la Virgen del Castillo entre los días 3 y 8 de junio de 2022. La procesión de regreso batió de nuevo el récord al sobrepasar las 20 horas, tardando 45 minutos más que en 2010.